# Langues bisayas occidentales

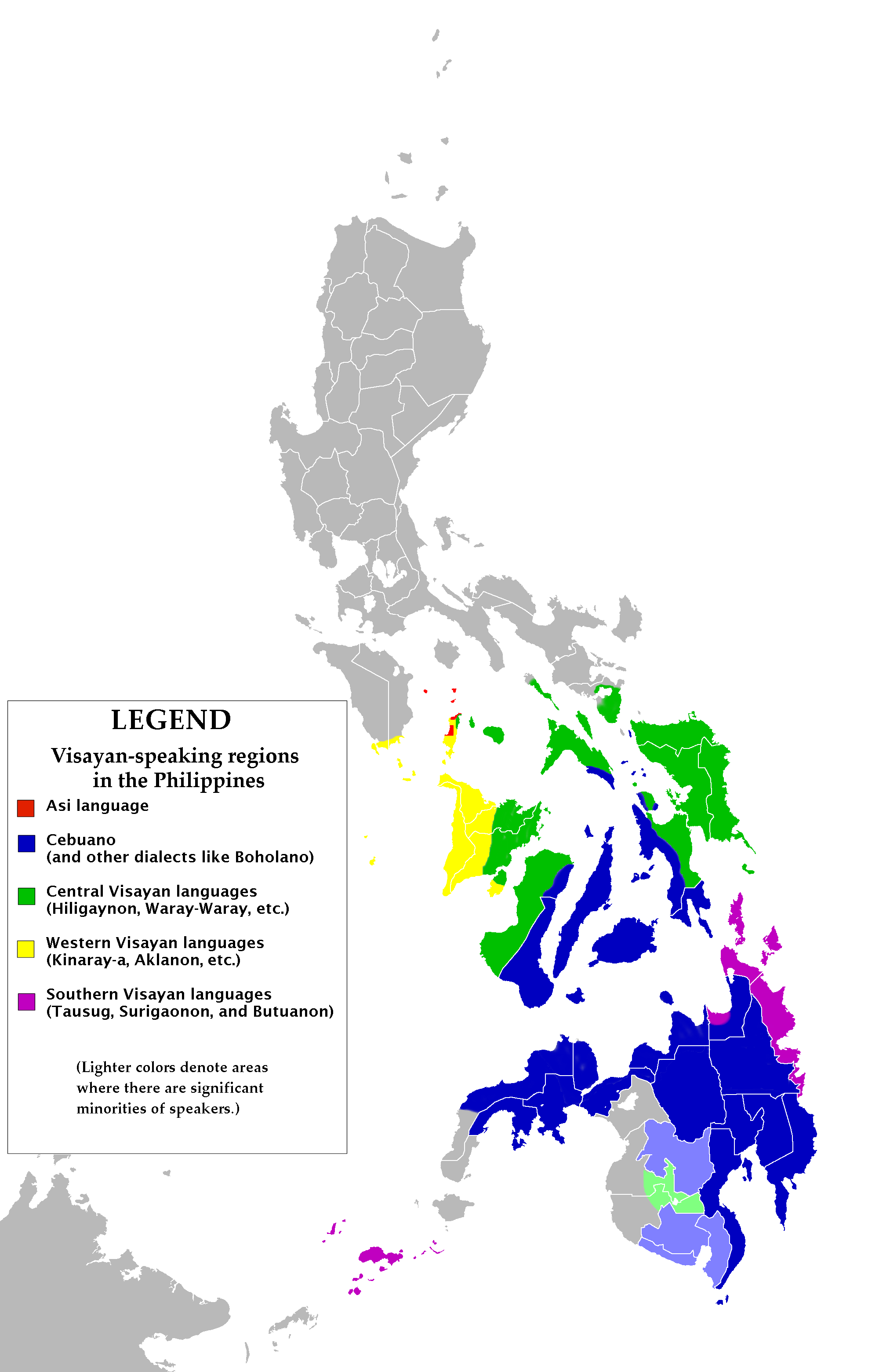
Distribution des langues bisayas aux Philippines. En jaune, les langues bisayas occidentales.

Les langues bisayas occidentales sont un groupe de langues parlées aux Philippines par les Bisaya, dans la région appelée Visayas et qui font partie des langues austronésiennes. Elles comprennent notamment le kinaray-a et les langues aklanon.